# Jardín Botánico Alpino Esperia
El Jardín Botánico Alpino "Esperia" (en italiano: Giardino Botanico Alpino "Esperia") es un jardín botánico de 3,5 hectáreas de extensión perteneciente al CAI sección de Módena. Su código de reconocimiento internacional como institución botánica, así como las siglas de su herbario es EMOD. 

## Localización
Se encuentra situado en el "Passo del Lupo" en la comuna de Sestola a 1.500 m de altitud, al pie del Monte Cimone. Se encuentra clasificado entre los jardines alpinos pertenecientes al horizonte montano superior. 
El jardín se encuentra limítrofe con el Parco Regionale dell'Alto Appennino Modenese
Giardino Botanico alpino "Esperia", Passo del Lupo, 41029 Sestola (MO), Módena, Italia

## Historia
Fue creado en 1954, ha pasado por diferentes vicisitudes hasta que fue consolidado en el 1980, dedicado en su inicio a la flora apeninica espontánea, a lo largo de su andadura fue añadiendo plantas de las regiones alpinas de diversas partes del mundo.
El jardín exhibe las plantas que alberga, en 32 isletas oportunamente acondicionadas con numerosas plantas alpinas procedentes de los Alpes y de las existentes en el Jardín Botánico de la Universidad de Módena, con el que tiene un convenio de colaboración.

## Colecciones
Plantas alpinas de diversas regiones del mundo, Himalayas, Alpes, Tíbet, Siberia, Pirineos, Norteamérica. 
Entre sus especies son de destacar:
Fagus sylvatica, Aconitum napellus, Valeriana officinalis, Angelica archangelica, Digitalis lutea, Digitalis purpurea, Ribes nigrum, Rubus idaeus, Ruta graveolens, Atropa